# فیرچایلد سی-۱۱۹ فلائینگ باکس‌کار
فیرچایلد سی-۱۱۹ فلائینگ باکس‌کار (انگلیسی: Fairchild C-119 Flying Boxcar)
فیرچایلد سی-۱۱۹ فلائینگ باکس‌کار (با نام R4Q در نیروی دریایی و تفنگداران دریایی) یک هواپیمای ترابری نظامی آمریکایی بود که در نتیجه توسعه هواپیمای فیرچایلد سی-۸۲ پکت که در دوران جنگ جهانی دوم استفاده می‌شد، ساخته شد. این هواپیما برای حمل بار، پرسنل، برانکارد مجروحین و تجهیزات مکانیزه طراحی شده بود. همچنین برای پرتاب محموله و نیرو با چتر نجات نیز استفاده می‌شد. نخستین سی-۱۱۹ پرواز اولیه خود را در نوامبر ۱۹۴۷ انجام داد و تا زمان توقف تولید در سال ۱۹۵۵، بیش از ۱۱۰۰ فروند از آن ساخته شد.

## مشخصات فنی (C-119C)
داده‌ها از Jane's All The World's Aircraft 1951–52
ویژگی‌های عمومی
- خدمه: ۵ (خلبان، کمک خلبان، ناوبر، اپراتور رادیو و رئیس خدمه)
- ظرفیت: ۶۷ نیرو یا ۳۵ برانکارد یا ۲۷٬۵۰۰ پوند (۱۲٬۵۰۰ کیلوگرم) محموله[۳]
- طول: ۸۶ فوت ۶ اینچ (۲۶٫۳۷ متر)
- پهنای بال: ۱۰۹ فوت ۳ اینچ (۳۳٫۳۰ متر)
- ارتفاع: ۲۶ فوت ۶ اینچ (۸٫۰۸ متر)
- مساحت بال‌ها: ۱٬۴۴۷ فوت مربع (۱۳۴٫۴ متر مربع)
- وزن خالی: ۳۹٬۸۰۰ پوند (۱۸٬۰۵۳ کیلوگرم)
- وزن ناخالص: ۶۴٬۰۰۰ پوند (۲۹٬۰۳۰ کیلوگرم)
- بیشترین وزن برخاست: ۷۴٬۰۰۰ پوند (۳۳٬۵۶۶ کیلوگرم)
- ظرفیت سوخت: ۲٬۸۰۰ گالون آمریکایی (۲٬۳۰۰ گالون بریتانیایی؛ ۱۱٬۰۰۰ لیتر)
- پیشرانه: ۲ عدد موتور شعاعی ۲۸ سیلندر هوا خنک پرت اند ویتنی آر-۴۳۶۰ واسپ میجور-۲۰W, ۳٬۵۰۰ اسب بخار (۲٬۶۰۰ کیلووات)  در هر موتور [N ۱]
- ملخ‌ها: چهارملخه همیلتون-استاندارد هیدروماتیک، قطر  ۱۵ فوت ۰ اینچ (۴٫۵۷ متر)

عملکرد
- حداکثر سرعت: ۲۸۱ مایل بر ساعت (۴۵۲ کیلومتر بر ساعت، ۲۴۴ گره) at ۱۸٬۰۰۰ فوت (۵٬۵۰۰ متر)
- سرعت کروز: ۲۰۰ مایل بر ساعت (۳۲۰ کیلومتر بر ساعت، ۱۷۰ گره) (۷۰٪ توان اسمی معمولی)[۳]
- سرعت واماندگی: ۱۰۲ مایل بر ساعت (۱۶۴ کیلومتر بر ساعت، ۸۹ گره)
- بُرد: ۱٬۷۷۰ مایل (۲٬۸۵۰ کیلومتر، ۱٬۵۴۰ مایل دریایی) با ۵٬۵۰۰ پوند (۲٬۵۰۰ کیلوگرم) محموله
- حداکثر ارتفاع: ۲۳٬۹۰۰ فوت (۷٬۳۰۰ متر)
- نرخ صعود: ۱٬۰۱۰ فوت بر دقیقه (۵٫۱ متر بر ثانیه)
- Take-off run to 50 ft (15 m): ۲٬۳۰۰ فوت (۷۰۰ متر)

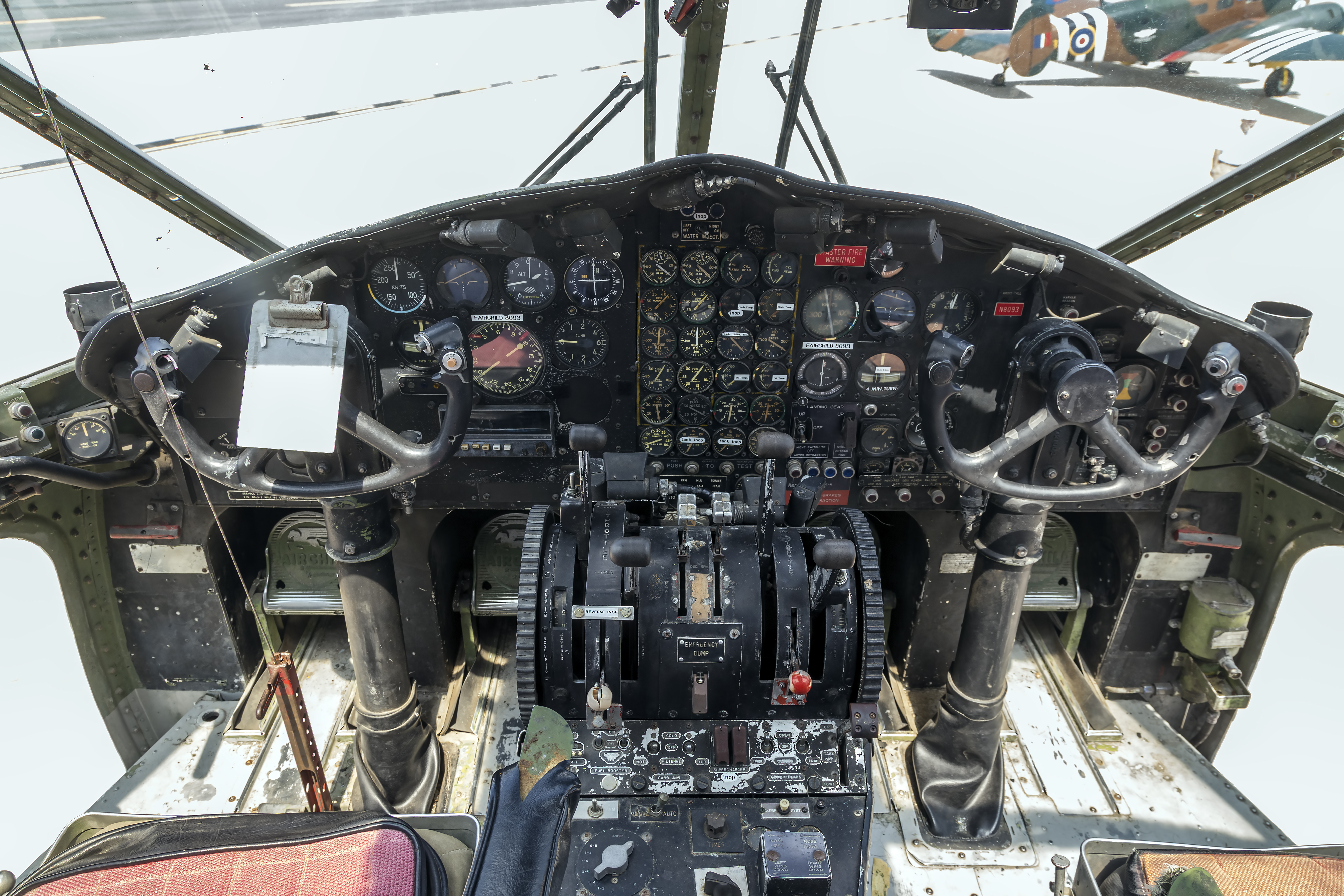
کابین خلبان یک سی-۱۱۹جی

- Landing run from 50 ft (15 m): ۱٬۸۹۰ فوت (۵۸۰ متر)

## یادداشت
1. ↑  C-119F و R4Q-2 دارای موتورهای R3350-85-30WA، R3350-89-36W یا R3350-89A-36W بودند.[۴]

### کتابشناسی
- Bridgman, Leonard. Jane's All The World's Aircraft 1951–52. London: Sampson Low, Marston & Company, Ltd., 1951.
- Bridgman, Leonard. Jane's All The World's Aircraft 1956–57. New York: The McGraw-Hill Book Company, Inc., 1956.
- Grandolini, Albert. "French 'Packets': Fairchild C-119 Boxcars in French Indochina". Air Enthusiast, Volume 66, November/December 1996, pp. 52–60. ISSN 0143-5450.
- Lloyd, Alwyn T. Fairchild C-82 Packet and C-119 Flyng Boxcars. Hinkley, UK: Midland Counties, 2005. شابک ‎۱−۸۵۷۸۰−۲۰۱−۲.
- Swanborough, F.G. and Peter M. Bowers. United States Military Aircraft since 1909. London: Putnam, 1963.
- United States Air Force Museum Guidebook. Wright-Patterson AFB, Ohio: Air Force Museum Foundation. 1975.